# Chitrakoot Dham
Chitrakoot Dham (o anche Karwi o Karvi) è una suddivisione dell'India, classificata come municipal board, di 48.853 abitanti, capoluogo del distretto di Chitrakoot e della divisione di Chitrakoot, nello stato federato dell'Uttar Pradesh. 
In base al numero di abitanti la città rientra nella classe III (da 20.000 a 49.999 persone).

## Geografia fisica
La città è situata a 25° 11' 60 N e 80° 54' 0 E e ha un'altitudine di 131 m s.l.m..

## Società

### Evoluzione demografica
Al censimento del 2001 la popolazione di Chitrakoot Dham assommava a 48.853 persone, delle quali 26.220 maschi e 22.633 femmine. I bambini di età inferiore o uguale ai sei anni assommavano a 7.795, dei quali 4.042 maschi e 3.753 femmine. Infine, coloro che erano in grado di saper almeno leggere e scrivere erano 32.734, dei quali 19.703 maschi e 13.031 femmine.